# Verwaltungsgemeinschaft Pleystein
Die Verwaltungsgemeinschaft Pleystein liegt im Oberpfälzer Landkreis Neustadt an der Waldnaab und wird von folgenden Gemeinden gebildet:
Pleystein	
1. Georgenberg, 1284 Einwohner, 36,81 km²
2. Pleystein, Stadt, 2382 Einwohner, 42,40 km²

Sitz der Verwaltungsgemeinschaft ist Pleystein.
Der Verwaltungsgemeinschaft gehörte von der Gründung am 1. Mai 1978 bis 31. Dezember 1979 auch die Marktgemeinde Waldthurn an.